# Кароль Шайноха
Кароль (Карл) Шайно́ха (чеськ. Karel Šejnoha von Vtělenský, пол. Karol Szajnocha, 20 листопада 1818, Комарно, Австрійська імперія, тепер Львівська область, Україна — 10 січня 1868, Львів, Австро-Угорщина, тепер Україна) — польський історик, публіцист, письменник і редактор із мішаної чесько-польської родини.
Автор поезій, новел, драм та історичних праць, зокрема з чеської історії (деякі з них перекладалися чеською мовою). В деяких трактовано й польсько-українські взаємини:
- Bolesław Chrobry (1849)
- Jadwiga a Jagiełło, 1374–1413, т. 1, т. 2, т. 3, т. 4 (1861)
- Szkice historyczne, т. 1-4 (1854–1869)
- Dwa lata dziejow naszych (1646–1648), т. 1-2 (1865–1869).

Редагував Dziennik Literacki.
Підкреслював цивілізаційну місію Польщі на сході Європи, і його твори мали неабиякий вплив на сучасну йому польську суспільність.
Похований у Львові на Личаківському цвинтарі (поле № 57).
У 1918–1939 роках його ім'я носила Друга Вища міська гімназія (зараз загальноосвітня середня школа № 8) та вулиця (тепер Банківська) у Львові.